# Lipinia rabori
Lipinia rabori är en ödleart som beskrevs av  Brown och ALCALA 1956. Lipinia rabori ingår i släktet Lipinia och familjen skinkar. IUCN kategoriserar arten globalt som otillräckligt studerad. Inga underarter finns listade i Catalogue of Life.